# Uakarier
Uakarier (Cacajao) er en slægt af primater i familien Pitheciidae. Arterne i slægten er kendetegnet ved deres nøgne ansigt og den korte hale og lever i det nordvestlige Sydamerika. Siden 2014 har man skelnet mellem tre arter.

## Beskrivelse
Uakarier er de største i familien Pitheciidae, der også omfatter sakiaber og springaber. De har en kropslængde på 30 til 57 centimeter. Unikt blandt vestaberne er den korte hale, der altid er mindre end halvt så lang som kroppen og måler 13 til 21 centimeter. Vægten er 2,7 til 3,5 kilogram, hvor hannen vejer noget mere end hunnen. Det mest påfaldende ved uakarier er det nøgne ansigt, der minder om et indskrumpet menneskeansigt og alt afhængig af arten er rødt eller sort. Resten af kroppen er dækket af en lang tæt pels, der især er lang omkring skuldrene.
Fortænderne er smalle og fremadrettede som tilpasning til deres specielle føde. Hjørnetænderne er forstørrede, mens kindtænderne derimod er små og lavkronede.

## Levevis
De lever i grupper, der består af flere hanner og hunner og deres fælles afkom. Normalt findes 15-30 dyr i en gruppe, undertiden flere. Under fødesøgningen deler de sig ofte op i mindre grupper, men samles igen for natten. De kan bevæge sig i et meget stort område, der kan omfatte 500 til 600 hektar.
Føden består hovedsageligt af hårdskallede frugter og frø (sammen cirka 85 %). Derudover lever de af blomster og insekter. På grund af denne specielle føde har de kun få fødekonkurrenter inden for deres udbredelsesområde.
Hvert andet år føder hunnen efter cirka seks måneders drægtighed en enkelt unge. Hannen tager ikke del i pasningen af ungen, der senest fravænnes i dens andet leveår. Hunner bliver kønsmodne i en alder af tre år, mens hanner bliver kønsmodne seks år gamle.

## Arter
Tidligere skelnede man kun mellem to arter af uakarier, den ene med rødt ansigt og den anden med sort ansigt. Siden 2014 har man opdelt den sidstnævnte i to arter, så der i alt findes tre arter i slægten:
- Rød uakari (Cacajao calvus) er kendetegnet ved det røde ansigt. Pelsfarven varierer fra gråhvid til rødbrun.
- Cacajao melanocephalus har et sort ansigt og overvejende sort pels, der dog er rødbrun nederst på ryggen.
- Cacajao ouakary beskrives som trefarvet og er ud over sort og brun også gyldent farvet på skuldre og ryg.[1]